# Francisco de Zamora
Francisco Antonio de Zamora Peinado, (Villanueva de la Jara, provincia de Cuenca, 25 de julio de 1757 - Ibidem, 1812) fue un funcionario, escritor y viajero español de la Ilustración.

## Perfiles personales y como burócrata de la Corona
El caso de Francisco de Zamora es el de burócrata borbónico que, celoso de sus cometidos ante la Corona y con un alto sentido ilustrado, dejó testimonio descriptivo de territorios y localidades en los que estuvo vinculado por sus tareas administrativas. De personalidad brillante y minuciosa, siguió la carrera judicial, y a los 28 años, en 1784, ya era alcalde del crimen en la Real Audiencia de Barcelona; más tarde fue Oidor en la misma. En la actividad de este último cargo institucional, persuadió al matemático Manuel Poy y Comes a que publicara su Llave aritmética y algebrayca (Barcelona: Francisco Suriá, 1790), prueba de sus inquietudes. Tras su eficacia como burócrata real en la Audiencia catalana, en 1791 fue nombrado fiscal de la Sala de Corte en Madrid, siendo entonces un hombre de la total confianza del conde de Floridablanca,y en 1795 es elevado a miembro del Consejo de Castilla. Por entonces, a mediados de los noventa, ya es sin embargo un hombre de Manuel de Godoy, incluso se le ha calificado de "confidente" suyo. Su carrera, sin embargo, se vio truncada por diversos pleitos debidos a su trayectoria personal; en primer lugar, tuvo uno levantado a causa de una herencia familiar y, después, otro entablado a causa de sus numerosas deudas. Esto terminó afectándole pues efectivamente llevaba un alto nivel de vida, y le hicieron perder el prestigio ganado. Finalmente, perdió su alta dignidad como consejero de Castilla en 1799 y fue confinado en el Castillo de Pamplona. Sus últimos años de vida, hasta su fallecimiento en 1812, fueron difíciles y nunca recuperó el brillo anterior.

## Los diarios y cuestionarios de Zamora
Fue un escritor ilustrado que dejó varios Diarios manuscritos de sus viajes a fines del siglo XVIII por Andalucía, Marruecos y Cataluña. Elaboró unos detallados cuestionarios presentados para cumplimentar datos sobre muchas localidades. Son bien conocidos los de localidades catalanas, realizados hacia 1790. El Diario africano está muy centrado en Ceuta, es de mayo de 1797, y tenía como objeto inspeccionar la ciudad española ante un posible ataque británico e informar sobre la actuación incorrecta del gobernador José Vasallo. Los cuestionarios para Cataluña fueron importantes sobre todo por los numerosos datos presentes, que fueron utilizados más tarde por otro destacado viajero, Antonio Ponz. La tradición de los cuestionarios topográficos no era nueva en la burocracia española, recuérdense las Relaciones topográficas de Felipe II, pero al corresponder a una época de crecimiento socioeconómico y esplendor cultural como fue la Ilustración española bajo Carlos III, son de especial interés. Su contexto es por una parte el del sentido descriptivo geohistórico y culturalista propio de la Ilustración bajo el reinado del tercer Carlos, y por otra parte está muy presente la perspectiva burocrática y de necesidad del conocimiento geográfico para el gobierno, enlazando así con las mencionadas relaciones topográficas del XVI. Detrás de los cuestionarios de Zamora está así el regalismo carolino y, en lo intelectual, el criticismo ilustrado que en lo burocrático dio lugar al proyectismo dieciochesco y otras realidades similares.
No obstante, una perspectiva actual favorecida por la edición y difusión de las "respostes" de los cuestionarios de Cataluña, durante básicamente los años noventa aunque desde antes, ha favorecido una interpretación que va más allá de lo historiográfico, en un sentido ajeno al propósito de Francisco de Zamora que, de cuna conquense, y por su condición castellana, lo que le interesa es en general lo ajeno a Castilla, de ahí su atención por lo andaluz, lo norteafricano o lo catalán. En el caso catalán, son 183 preguntas muy diversas, redactadas y contestadas también en castellano, sobre clima, situación, agricultura, aspectos geográficos, comercio, administración, historia, monumentos, etc. Zamora pensó en redactar una Historia de Cataluña, como indica al frente de sus cuestionarios, aunque no hay que olvidar que este interés topográfico es un interés general, presente tanto en los propios españoles ilustrados (el referido Antonio Ponz, y otros como Jovellanos, Vargas Ponce, Campomanes, etc) como extranjeros, especialmente anglosajones y franceses. En el caso de los españoles hay, además, una intención burocrática de fondo, de servicio real, como prueba el que los cuestionarios de Zamora se hallen hoy en la Real Biblioteca procedentes de la Secretaría de Gracia y Justicia de Indias. De hecho, las respuestas de por ejemplo Talarn las redacta un abogado de la Real Audiencia de Barcelona, Pedro de Ferrer.

## Los manuscritos zamorianos en la Real Biblioteca
La colección de manuscritos de Francisco de Zamora ingresó en la Real Biblioteca tras la Real Orden de 20 de febrero de 1807 por la que se disponía su posesión directamente por parte de la Corona junto a otras colecciones manuscritas, de carácter americanista. Así, en ella se recogía también la muy amplia de Manuel José de Ayala, archivero del Consejo de Indias, al proceder dichos fondos de la antigua Secretaría de Estado y del Despacho Universal de Indias, que existió como tal desde 1754 a 1787, cuando se desdobla en dos, Secretaría de Gracia y Justicia de Indias y Secretaría de Hacienda de Indias. Otras colecciones americanistas hoy en la Real Biblioteca y con este origen son las de José Antonio de Areche y de Dionisio de Alcedo Herrera, servidores de la Corona, como Zamora, pero en Indias. También tiene este origen otra colección americanista palatina, la de Juan Bautista Muñoz. Desde principios del XIX se ve la necesidad, con relación a América, de un órgano de nueva planta, por lo que la documentación anterior pasó así a la Corona. Por fin, coincidiendo con la muerte de Zamora, desde 1812 se crea la Secretaría de Gobernación de Ultramar, de nueva planta. Es decir, años antes de su fallecimiento, Zamora ya no retenía su documentación pues en 1807 se disponía de ella en la Real Orden referida. Ese 1807, en la Real Biblioteca, era entonces bibliotecario Felix Amat y Pont, tras la muerte, en 1806, de Fernando Scio de San Miguel. Amat era abad de san Ildefonso y confesor real. En la Real Biblioteca existe una Lista de las obras que no parecen, y constan como entregadas en sus respectivos Yndices de la Secretaría del Despacho de Gracia y Justicia de Yndias, obras hoy en la Real Biblioteca donde se recogen los manuscritos zamorianos. Porqué se hallaban junto a las otras colecciones americanistas se puede deber a que al ocuparse en ellos de Ceuta y lo norteafricano se entendiera que contenían materia de "ultramar", aunque puede haber otra razón que hoy se nos escapa. El caso es que en esa Lista se escribe: "De los 56 vol. en fol. de sus Viages y cuatro en 8º solo hay 48. Si en esta nota comprehende los 12 que se expresan antes, entonces sale la cuenta. [Y aparte otros] Papeles que se hallaban separados para entregar a su muger y parientes del Sr. Zamora".
Los volúmenes zamorianos se ubican dispersamente dentro de los fondos generales manuscritos de la Real Biblioteca. Así por ejemplo, en los II/1678-1681, centrados en el Principado, se hallan las Noticias de Cataluña, y el Diario africano está en II/882. El resto de signaturas comprende en una buena parte escritos del propio Zamora (II/824, II/1582-14, II/1676, II/1760, II/2441-16, II/2451-5, II/2508-17, II/2520, II/2523-4, II/2791, II/3150, II/3152-3153, II/3154, II/3156, II/3157, II/3158, II/3159, II/3166, II/3167). Son una veintena de manuscritos sobre diversas materias, como Ordenanzas para el Colegio de Primeras Letras de Barcelona (II/824), memorias sobre fabricación de productos textiles (II/1676), itinerarios de sus viajes, sus conocidos cuestionarios, y sus diarios de sus viajes por Andalucía (II/3159, II/1760), Ceuta (II/882), Cataluña (II/3152-3153), Navarra o el País Vasco (II/3157), al Levante no catalán (II/3166), y también de viajes por el interior, como Burgos, Palencia, Valladolid (II/3167). Llegan todos como fecha límite hasta 1797.
Sus cuestionarios no fueron solo sobre Cataluña, también los hay sobre Aragón (II/2439), o Granada (II/2441), llegando hasta 1799. Y hay descripciones de especial interés, como la de la montaña de Montserrat, en II/252, donde hallamos noticias sobre el Monasterio. Más allá de interpretaciones localistas actuales, el corpus zamoriano es una buena muestra de cómo se entendía en el siglo XVIII español la gestión administrativa y económica del territorio mediante la necesidad de estadísticas, informes, censos, cuestionarios, descripciones y otros materiales que los órganos de la Corona, en época ilustrada, manejaban para el mejor gobierno de España y su Monarquía.